# Хуана I Безумная
Хуана I Кастильская «Безумная» (исп. Juana I de Castilla (la Loca), 6 ноября 1479, Толедо, Испания — 12 апреля 1555, Тордесильяс, Испания) — королева Кастилии (1504—1555), Арагона и Наварры (1516—1555), хотя с 1506 года не обладала фактической властью, оттеснённая отцом Фердинандом II и сыном Карлом V, которые в 1509 году заключили её в монастырь Тордесильяса. Основанием для этого называлось безумие королевы, охватившее её после смерти супруга, герцога Бургундского Филиппа Красивого.
Своё прозвище «Безумная» она получила в связи с предполагаемым психическим заболеванием, на которое ссылались её отец и сын в стремлении отстранить королеву от власти, вызванным ревностью к супругу и последовавшим горем вдовства. Этот образ закрепился за королевой благодаря искусству, литературе и просуществовал до начала XXI века, когда вскрылись новые факты о личности Хуаны, поставившие под сомнение её безумие.

## Биография

### Детство и юность
Хуана из династии Трастамара родилась в Толедо 6 ноября 1479 года и была третьей дочерью католических монархов — Фердинанда II Арагонского и Изабеллы Кастильской. Была крещена, как и старший брат Хуан, под именем святого покровителя семьи.
Образование инфанты, которую не рассматривали как наследницу престола, основывалось на прививании послушания, хороших манер и придворного этикета, религиозных догм. Также девочку учили литературе, танцам, музыке, верховой езде и охоте, романским языкам Пиренейского полуострова помимо французского, испанского и латыни. Инфанта демонстрировала живой пытливый ум. Среди её наставников значились доминиканский священник Андрес де Миранда, просветительница Беатрис Галиндо и родная королева-мать, которая пыталась воспитывать дочь в рамках своей «религиозной миссии». Однако Хуана с 1495 года демонстрировала религиозный скептицизм и не проявляла рвение к религиозным обрядам. Данное обстоятельство не нравилось её матери, которая приказала его хранить в тайне.
Руководствуясь дипломатическими целями, родители Хуаны, по царившим в те времена в Европе порядкам, озаботились замужеством дочери, когда она была ещё ребёнком. Чтобы скрепить союз с императором Священной Римской империи Максимилианом I Габсбургом против французской династии Валуа, испанские правители предложили Хуану в жёны эрцгерцогу Филиппу и попросили руку Маргариты Австрийской для сына Хуана. До этого инфанта Хуана считалась избранницей наследника французского престола, дофина Карла, однако его в 1489 году сосватал шотландский король Яков IV Стюарт.
22 августа 1496 года будущая эрцгерцогиня покинула Ларедо на генуэзской каракке под командованием капитана Хуана Переса. Флот из 19 кораблей с нефами и каравеллами с 3500 человеками на борту под командованием адмирала Фадрике Энрике де Веласко и под управлением Санчо де Базана должен был продемонстрировать враждебной Франции мощь и великолепие кастильско-арагонской короны. Флот сопровождали около 60 торговых судов с шерстью, ежегодно экспортируемой из Кастилии. Это был самый большой флот Кастилии, плывущий с мирной целью. Мать и братья попрощались с Хуаной, которая направилась к будущему мужу во Фландрию.
За время двухмесячного плавания шторм потопил несколько кораблей. Неприятности в пути вынудили инфанту искать убежище на английском Портленде 31 августа. Приближаясь к Мидделбургу в Зеландии, каракка с 700 членами экипажа, гружённая нарядами и личными вещами инфанты, села на мель, отчего судно пришлось бросить. В Антверпене Хуану ждал грандиозный приём и официальная церемония. 19 октября она прибыла в Лир. Филипп с отцом несколько дней до этого охотились в Тироле.

### Брак с Филиппом Красивым
Хуана, наконец, добравшаяся до северных земель, не была принята своим женихом. Франкофильские советники Филиппа ещё в 1496 году пытались убедить Максимилиана отдать предпочтение союзу с династией Франции. Благодаря влиянию семьи Берг, 20 октября 1496 года состоялось бракосочетание 16-летней Хуаны и 18-летнего Филиппа в коллегиальной церкви святого Гуммара в городке Лир. Епископ Камбреский Анри де Берг провёл официальную церемонию. За свадьбой последовал придворный бал, народные гуляния и богатое застолье. Сдержанно-религиозный двор Кастилии разительно отличался от раскованной, праздничной, роскошной и пёстрой (полтора века страна доминировала на рынке тканей) обстановки бургундско-фламандского двора. Со смертью Марии Бургундской наследника Филиппа окружили сплошь бургундские советники и вельможи.
Молодые супруги понравились друг другу, однако Филипп вскоре охладел к жене, что вызвало в ней недовольство и ревность. Между 1498 и 1507 годами Хуана произвела на свет шесть детей: двух мальчиков и четыре девочки, каждый из которых в будущем получил титул императоров или королев.
Посланные из Кастилии во Фландрию священнослужители докладывали, что Хуана продолжает отказываться от исповеди и ходить на мессы.

### Наследная принцесса
Брачный союз Фердинанда II Арагонского и Изабеллы Кастильской стал началом фактического объединения королевства Кастилия и Леон с королевством Арагон. Однако вопрос престолонаследия оставался острым, так как среди пяти выживших детей был единственный мальчик — Хуан Астурийский. Его сёстры-инфанты были выданы замуж в политических целях: Екатерина Арагонская (Каталина) сначала стала супругой Артура Тюдора, а после его смерти — его младшего брата, Генриха; Изабелла Астурийская и Мария Арагонская стали поочерёдно первой и второй жёнами португальского короля Мануэла I; Хуана в 1496 году вышла замуж за эрцгерцога Филиппа, сына императора Максимилиана Габсбурга.
После смерти Хуана Астурийского (1497), Изабеллы Астурийской (1498) и её сына Мигела да Паша (1500) наследницей Кастилии и Арагона стала Хуана. Оставив детей во Фландрии, Филипп и Хуана в ноябре 1501 года направились из Брюсселя в Кастилию по суше. 22 мая 1502 года в Толедском соборе при собрании кортесов их провозгласили наследниками престола.
В 1503 году Филипп вернулся во Фландрию, оставив беременную супругу в Испании, где ей по настоянию матери следовало налаживать отношения с будущими подданными. Разлука с мужем и детьми повергли Хуану в глубокую печаль. 10 марта 1503 года в городе Алькала-де-Энарес она родила сына, которого назвала Фердинандом в честь своего отца. Война с Францией сделала опасным сухопутный путь во Фландрию, куда отчаянно стремилась Хуана. Её мать-королева не одобряла желания дочери и приказала епископу Фонсеке заточить Хуану в замке Ла-Мота. Между женщинами вспыхнула ссора, и Изабелле пришлось уступить, — Хуана вернулась во Фландрию в июне 1504 года. За проявленную непочтительность Хуаны в замке Ла-Мота королеве Изабелле пришлось оправдываться перед некоторыми высокопоставленными лицами и направить во Фландрию прошение Филиппу, чтобы он приставил к жене доверенных лиц во избежание повторения подобного поведения. Хотя королева-мать рассчитывала на то, что воссоединение Хуаны с семьёй смягчит её характер.

### Королева Кастилии
26 ноября 1504 года королева Изабелла скончалась. Согласно историку Густаву Бергенроту, Изабелла в завещании лишила наследства Хуану, так как та отказывалась от мессы и исповеди. Однако Фердинанд, по завещанию Изабеллы, провозгласил дочь королевой Кастилии, сам оставаясь регентом. Эрцгерцог Филипп стал номинальным соправителем королевы Хуаны и в хартии от 18 января 1505 года назвался «Филиппом, милостью Божьей королём Кастилии, Леона и Гранады, эрцгерцогом Австрии и пр.» («фр. Philippe par la grace de Dieu roy de Castille, de Leon, de Grenade, archiduc d’Autriche etc.»). Он не собирался отстраняться от власти, и 24 ноября 1505 года было достигнуто Саламанкское соглашение, по которому Филипп признавался равным Хуане правителем Кастилии. Фердинанду отводилась должность постоянного регента (исп. gobernador) на случай отсутствия в Кастилии Филиппа или обоих монарших супругов. В Арагоне, однако, сословия отказались подтвердить права Хуаны на наследование, полагаясь на возможность рождения сына у короля Фердинанда II. Арагонцы также отрицательно относились к перспективе прихода к власти бургундских и нидерландских советников и приближённых Филиппа.
Всё это время Хуана и Филипп пребывали в Брюсселе, где 15 сентября 1505 года королева родила пятого ребёнка, девочку Марию, названную в честь бабки по отцовской линии Марии Бургундской.
В конце 1505 года Филипп торопился в Кастилию, чтобы вступить в свои владения, и приказал скорее снарядить флот, несмотря на риск зимнего путешествия. 10 января 1506 года чета с большой свитой отбыла на 40 кораблях. В Ла-Манше сильный шторм потопил несколько кораблей и разметал остальные. Королевская чета высадилась в английской гавани Портланда, а флот задержался в Англии на 3 месяца. В Лондоне Хуане удалось одним днём свидеться с сестрой Екатериной, с которой она не виделась 10 лет. В апреле 1506 года флот отчалил от берегов Англии, но направился не в назначенный катабрийский Ларедо, а в галисийский Ла-Корунья, чтобы заручиться поддержкой местной знати до встречи с тестем. Получив желаемое, Филипп вынудил Фердинанда подписать Вильяфафильское соглашение (27 июня 1506 года) и уехать в Арагон с полученной финансовой компенсацией. Благодаря этому соглашению, не без деятельного участия архиепископа Толедо Франсиско Хименеса де Сиснероса, удалось избежать гражданскую войну. Впоследствии в присутствии своих ближайших советников король Фердинанд подписал секретный документ, в котором говорилось, что он согласился на договор против своей воли и считал его недействительным. Кортесы Вальядолида провозгласили Филиппа королём Кастилии под именем Филиппа I. Таким образом, Филипп стал первым королём Кастилии из династии Габсбургов.
Филипп желал стать единоличным правителем со всей полнотой власти и рассчитывал на поддержку кортесов в попытке объявить Хуану душевнобольной, а, следовательно, недееспособной. Однако высшее дворянство во главе с адмиралом Кастилии Фадрике Энрике де Веласко, родственником королевы, оспаривали невозможность королевы управлять государством, особенно после прямого разговора с Хуаной. Ту же позицию заняли и представители городов. План Филиппа провалился. 12 июля 1506 года в городе Вальядолид кортесы приветствовали королеву Хуану и её супруга «истинного законного правителя».
Менее чем через два месяца, 25 сентября того же года 28-летний Филипп I умер во дворце Каса-дель-Кордон, предположительно, от брюшного тифа. В то время ходили слухи, что его отравили. Королева решила перевести тело супруга, умершего и захороненного в Бургосе, в Гранаду, где Филипп желал быть упокоенным (своё сердце он завещал похоронить в Брюсселе, что и было исполнено), передвигаясь по ночам. Однако Фердинанд выступил против того, чтобы его зятя похоронили в Гранаде раньше его самого. Королева Хуана не отходила от гроба мужа, а путешествие по кастильским землям длилось восемь месяцев. Процессию сопровождало много людей, включая религиозных деятелей, дворян, фрейлин, солдат и слуг. В городах, через которые проезжала процессия, распространялись слухи о помешательстве королевы, спустя несколько месяцев дворяне, «вынужденные» своим положением следовать за королевой, начали роптать на невозможность управлять своими наделами ради «безумия». В городе Торкемада 14 января 1507 года Хуана разрешилась шестым ребёнком, девочкой, которую крестили под именем Каталина (в честь младшей сестры Хуаны, Екатерины Арагонской).
Встал вопрос о том, кто будет регентом. За день до смерти Филиппа I, 24 сентября дворяне сформировали Временный регентский совет под председательством инквизитора Сиснероса, куда также вошли адмирал Кастилии, Великий констебль, Педро Манрике де Лара-и-Сандоваль, Диего Уртадо де Мендоса де ла Вега-и-Луна, посол императора Андрес дель Бурго и мажордом Филиппа — Филиберто де Вере. Возник спор: одни (Манрике, Пачеко и Пиментели) хотели видеть регентом при малолетнем Карле императора Максимилиана, другие (Веласко, Энрике, Мендоса и Альварес де Толедо) — Фердинанда, согласно завещанию Изабеллы. Однако королева Хуана попыталась править самостоятельно, отменив и аннулировав вольности, предоставленные её покойным мужем, и восстановить Королевский совет времён её матери.
Без ведома Хуаны Сиснерос обратился к Фердинанду с просьбой вернуться в Кастилию. Хуана отказалась признать регентом своего отца и запретила архиепископу Сиснеросу переступать порог дворца. Попытка Сиснероса узаконить регентство Фердинанда потерпела неудачу из-за отказа Хуаны созвать кортесов. В результате Хуана правила единолично без участия регента.

### Заточение в Тордесильясе
Фердинанд II не собирался отвлекаться на Кастилию, занимаясь присоединением к родному Арагону Неаполитанского королевства, владение которым в итоге продлилось до XVIII века. Однако ему не удалось добиться от папы Юлия II инвеституры. После восьми месяцев пребывания в Неаполе 25 июля 1507 года Фердинанд вернулся в Валенсию и 29 августа встретился с Хуаной в Тортолесе. Она казалась не столько растерянной, сколько подавленной и хотела передать ему все государственные дела. Фердинанд прожил месяц в Тортолесе, где также находилось непогребёенное тело Филиппа, и разрешил текущие неурядицы. Филипп Красивый упокоился в Королевской усыпальнице Гранады (Capilla Real de Granada).
Формально никаких изменений не произошло, поскольку все документы продолжали выдаваться от имени королевы Хуаны. Однако на деле король Фердинанд единолично определял политику следующих восьми лет. В феврале 1509 года Фердинанд II приказал заключить Хуану в королевский дворец Тордесильяс (в провинции Вальядолид; разрушен в 1773 году). Очевидно, он сделал это для того, чтобы укрепить своё регентство в Кастилии, окончательно исключить возможность регентства императора Максимилиана I и в то же время ослабить позиции аристократической партии, поддерживавшей Хуану.
В это время из Англии поступило неожиданное предложение. Король Англии Генрих VII Тюдор, овдовевший в 1503 году, после смерти своего старшего сына Артура, принца Уэльского, получил папское разрешение жениться на его вдове Екатерине Арагонской или выдать её замуж за своего младшего сына Генриха. Поскольку Хуана, старшая сестра Екатерины и единственная наследница престола Испании, теперь овдовела, он предложил королю Фердинанду II новый династический союз, — взять Хуану в жёны и сделать её королевой Англии. Король Фердинанд, понимавший очевидную цель этого брака — возможность Тюдорам претендовать на испанскую корону, — ответил дипломатической хитростью. Сначала он расписал порядок престолонаследия, признав своего внука, эрцгерцога Карла Австрийского своим преемником и принцем Астурийским. В то же время Фердинанд предложил другой брачный союз: его наследник Карл женится на Марии Тюдор (1496—1533), дочери Генриха VII. Это позволило бы будущему королю Испании претендовать на английскую корону. Генрих VII не успел ответить, так как скончался 21 апреля 1509 года. Его преемник, Генрих VIII, следуя политике отца, 3 июня 1509 года женился на вдове своего старшего брата, Екатерине Арагонской, младшей сестре Хуаны.
Решение Фердинанда II о регентстве и отлучении дочери от власти не получило международного и внутреннего признания. Оставалось не ясным, как император Максимилиан I отреагирует на сложившуюся ситуацию. Здесь-то и проявилось дипломатическое искусство архиепископа Сиснероса: он воспользовался неудачами императорской кампании в Италии, чтобы заключить соглашение, по которому Максимилиан I 12 декабря 1509 года признал регентство Фердинанда в Кастилии в обмен на определённые экономические уступки. Год спустя королю Фердинанду также удалось убедить кортесов, которые официально признали его регентом Кастилии в 1510 году. При поддержке архиепископа Сиснероса, которому король вручил кардинальскую шапку, Фердинанд проводил политику экспансии, предпринял экспедиции в Северную Африку, завоевал королевство Наварра в 1512 году, которое он включил в состав королевства Кастилии, и умер в 1516 году как самый могущественный европейский правитель своего времени.
После смерти короля Фердинанда II в 1516 году, согласно его завещанию, Хуана номинально стала правительницей земель Арагонской короны, однако это признали не все. Фактически государственная власть в обоих королевствах находилась в руках соответствующих регентов: в Арагоне с 1517 по 1520 год — в руках архиепископа Сарагосы Алонсо Арагонского, внебрачного сына Фердинанда II; в Кастилии — в руках кардинала Сиснероса, пока тот не передал регентство королю Карлу I.
Тогда 16-летний эрцгерцог Карл, сменивший своего отца Филиппа I на посту герцога Бургундии в 1506 году, присвоил себе (без каких-либо юридических оснований) все титулы матери. Родители именовались правителями Кастилии и Арагона и стали первыми наследственными королями всей Испании. Хотя Хуана и провела в заключении в Тордесильясе более 40 лет в правление сына, формально она оставалась королевой. Её имя ставилось первым на всех совместно подписанных документах, поскольку Хуана никогда не отказывалась от своих прав и не объявлялась кортесами неспособной управлять страной, не лишалась своего королевского титула.
Короли Фердинанд и Карл пытались уничтожить все документальные свидетельства заключения королевы Хуаны. Даже Филипп II приказал сжечь определённые бумаги, касающиеся его бабушки.
От имени Хуаны действовали в 1520 году повстанцы комунерос, недовольные политикой Карла V.
В 1555 году Хуана умерла в возрасте 75 лет от последствий ожога. Её похоронили в Королевской капелле Гранадского собора рядом с мужем.
Номинально, будучи королевой до смерти, Хуана долгое время оставалась старейшим по возрасту монархом Кастилии и Леона. Лишь в 2013 году этот рекорд был побит королём Испании Хуаном Карлосом I, который вскоре отрёкся от престола в возрасте 76 лет.

## «Безумие» Хуаны
Вопрос, в какой мере Хуана страдала настоящим сумасшествием, а в какой мере эти слухи были связаны с усилиями трёх мужчин, правивших от её имени (мужа, отца и сына), до настоящего времени окончательно не решены. Письменные источники содержат по этому поводу противоречивую информацию.
Вопреки существовавшим в те времена в Испании порядкам слепого подчинения католической церкви, Хуана демонстрировала явное равнодушие к вере, избегая исповеди и мессы. Такое поведение казалось непозволительным для наследницы «католических монархов», которые во имя веры в 1492 году отвоевали Королевство Гранада у мусульман и изгнали евреев из Испании. Строптивость инфанты хоть и держали в секрете, но приводила к частым трениям с матерью Изабеллой. Сын и наследник Хуаны, эрцгерцог Карл, проявил фанатичность, приказав силой заставить мать исповедаться и посетить мессу в Тордесильясе.
Официальной версией XVI века было то, что королева Хуана была отстранена от престола из-за своей недееспособности, вызванной психическим заболеванием. Утверждалось, что она могла страдать меланхолией, тяжёлой формой депрессии, психозом, наследственной шизофрении или, в последнее время, шизоаффективным расстройством. Ведутся споры о диагнозе её психического заболевания, учитывая, что симптомы усугубились принудительным заключением и подчинением. Также высказывались предположения, что она могла унаследовать какое-то психическое заболевание, так как её бабка по материнской линии, Изабелла Португальская, королева Кастилии, страдала от того же заболевания во время своего вдовства после того, как пасынок сослал её в Аревало в Авиле.
Колоритная легенда гласит, будто Хуана приказывала вскрывать гроб каждую ночь и обнимала забальзамированные останки любимого супруга. Тем не менее, историки утверждают, что гроб она приказала открыть первый раз лишь спустя 5 недель после смерти Филиппа, чтобы опровергнуть слухи о похищении тела. Случилось это, когда гроб находился во временной гробнице в Бургосе.
Густав Бергенрот стал первым, кто в 1860-х годах обнаружил в Симанкасе и других архивах документы, доказывающие, что женщина, которую до этого называли Хуана «Безумная», в действительности пала жертвой политического сговора.

## Дети
Хуана родила шестерых детей в браке с Филиппом I Красивым:
- Элеонора (1498—1558), замужем (1518) за Мануэлом I, королём Португалии, вторым браком (1530) за Франциском I, королём Франции;
- Карл V (1500—1558), император Священной Римской империи (1519—1556), король Испании (1516—1556);
- Изабелла (1501—1525), замужем (1515) за Кристианом II, королём Дании, Норвегии и Швеции;
- Фердинанд I (1503—1564), император Священной Римской империи (с 1558 г.), король Чехии и Венгрии (c 1526 г.), эрцгерцог Австрии (с 1521 г.);
- Мария (1505—1558), замужем (1522) за Людовиком II, королём Чехии и Венгрии;
- Екатерина (1507—1578), замужем (1525) за Жуаном III, королём Португалии.

- Элеонора
- Карлос (Карл V)
- Изабелла
- Фердинанд I
- Мария
- Екатерина

## Хуана в искусстве
Фигура Хуаны, благодаря её безответной любви, ревности и преданности, привлекала артистов, преимущественно, периода романтизма.
- Две боковые створки алтарного триптиха, изображают Хуану и Филиппа как донаторов[39]. Мастер легенды Св. Иосифа (Jacob van Laethem?). Ок. 1505.
- Надгробие Хуаны и Филиппа в королевской капелле, Гранада. Скульптор — Bartolomé Ordóñez[40], ок.1519.
- Часослов Хуаны Безумной в Британской Библиотеке[41].
- Гравюра, изображающая пожилую Хуану. (SUYDERHOEF, Jonas after Pieter SOUTMAN)[42].
- На главной панели одной из сторон «Арки Филиппа IV» Питера Пауля Рубенса, Якоба Йорданса и Корнелиса де Воса (1614 г.) изображена свадьба Филиппа и Хуаны[43].

### В художественной литературе
- 1845 — пьеса в четырёх актах «Felipe el Hermoso» Эусебио Аскерино[исп.] и Грегорио Ромеро.
- 1855 — пьеса «La Locura de Amor» Мануэля Тамайо-и-Бауса.
- 1919 — стихотворение «Elegía a Doña Juana la Loca» Ф. Г. Лорки[44].
- 1918 — пьеса «Santa Juana de Castilla» Бенито Перес Гальдоса.
- 1996 — упоминается в четвёртой книге «Рубин королевы»[45] из серии романов Жюльетты Бенцони «Хромой из Варшавы». Сюжет строится вокруг поисков легендарного драгоценного рубина, принадлежащего когда-то Хуане Безумной.
- 2005 — роман «Воскрешение королевы» Джоконды Белли[46]. По сюжету, в наши дни профессор увлекает студентку историей о Хуане, соблазняет её, в результате чего девушка воспринимает дух безумной королевы и её переживания. Таким образом, история показывается глазами современного человека.
- 2006 — роман «Последняя королева» автора К. У. Гортнера[47].

### В музыке
- Существует две «исторические» песни в Нидерландах о путешествиях и смерти Филиппа, рисующих тёмный образ Хуаны. Одна из песен обвиняет её в отравлении[48].
- 1890 — опера «Донья Хуана Безумная» (исп. Doña Juana la Loca) — Эмилио Серрано.
- 1979 — опера «Сумасшедшая» (исп. La Loca) — Джанкарло Менотти.

### В живописи
Множество художественных полотен с горюющей по мужу Хуаной:
- 1836 — «Хуана Безумная» К. К. Штейбена.
- 1850 — Картина в стиле академизм «Хуана Безумная с Филипом I Красивым» Луи Галле.
- 1866 — «Слабоумие доны Хуаны Кастильской» Лоренцо Валлеса[исп.][49][50].
- 1877 — «Хуана над гробом мужа» Франсиско Прадильи[51].
- 1984 — немецкий художник Вольф Фостель создал цикл картин под названием «Дань уважения Хуане Безумной»[52].

### В кинематографе[53]
- 1948 — «Безумие любви» (Испания). В роли Хуаны — Аврора Баутиста.
- 1977 — «Mujeres insólitas». В роли Хуаны — Хулия Гутиерес Каба.
- 1982 — комедия «Христофор Колумб, профессия… первооткрыватель» (Испания). В роли Хуаны — Беатрис Элоррьета.
- 1983 — комедия «Хуана безумна, но не всегда» (Испания). В роли Хуаны — Лола Флорес.
- 1998 — «Другая конкиста» (Мексика). В роли Хуаны — Диана Брачо.
- 2001 — «Безумие любви» на основе пьесы «La Locura de Amor». Режиссёр — Висенте Аранда; в главной роли — Пилар Лопес де Айала. Фильм получил 12 номинаций на Los Premios Goya. Пилар Лопес де Айала получила награду в категории «Лучшая женская роль».
- 2011—2014 — телесериал «Борджиа» (Франция, Германия, Чехия, Италия). В роли Хуаны — Мириам Штайн.
- 2011—2014 — телесериал «Изабелла» (третий сезон). Роль исполняет Ирене Эсколар.
  - 2016 — сиквел «Раскол короны[исп.]».
- 2015—2016 — «Карлос, король и император» (Испания). В роли Хуаны — Лайя Маруль.
- 2019 — «Испанская принцесса» (США). В роли Хуаны — Альба Галоча.

#### В филателии
Хуана изображена на бельгийских почтовых марках 1941 и 1996 годов.